# 無声唇歯破擦音
無声唇歯破擦音（むせい しんし はさつおん）とは子音の類型の一つ。下唇と上歯で閉鎖を作り、ゆっくりと開放することによって隙間から生じる摩擦を伴う音。国際音声記号では [p̪͡f] と書く。
ツォンガ語では、本来の無声唇歯破擦音 [p̪͡f] だが、ドイツ語、ルクセンブルク語では実際には、下唇と上唇から上歯にかけて閉鎖を作る、無声両唇唇歯破擦音 [p͡f] である。

## 特徴
- 気流の起こし手 - 肺臓からの呼気。
- 発声 - 声帯の振動を伴わない無声音。
- 調音
  - 調音位置 - 下唇と上歯による唇歯音。
  - 調音方法
    - 口腔内の気流 -
    - 調音器官の接近度 - 完全な閉鎖をゆっくりと開放することによって隙間から起こる摩擦を伴う破裂音（破擦音）。
    - 口蓋帆の位置 - 口蓋帆を持ち上げて鼻腔への通路を塞いだ口音。

## 言語例
- ドイツ語 - Pferd 「馬」、Apfel 「りんご」など。
- 中国語 蘭銀官話・中原官話・ドンガン語 - 普通話 zhu, zhu-, chu, chu- に相当する音が pfu, pf-, pfʰu, pfʰ- に変化。猪 [pfu] 「豚」など。
- ルクセンブルク語
- ツォンガ語